# Alfredo Barrera Marín
Alfredo Barrera Marín (1926 - 1980) nacido y fallecido en Mérida, Yucatán, México, fue un biólogo y maestro universitario, doctor en ciencias por el Instituto Politécnico Nacional. Hijo del filólogo y mayista, Alfredo Barrera Vásquez. Fue director académico del Instituto Nacional de Investigación sobre Recursos Bióticos y fundador del Consejo Nacional para la Enseñanza de la Biología así como miembro de la Sociedad Latinoamericana de Entomología y de la Sociedad Mexicana de Historia Natural.

## Datos biográficos
Obtuvo el título de biólogo en la Escuela Nacional de Ciencias Biológicas del Instituto Politécnico Nacional en la Ciudad de México y el doctorado en ciencias en la misma institución educativa. Fue profesor del IPN sustentando la cátedra de biología y la de entomología durante muchos años. Más tarde fue también jefe de la unidad de graduados de la Escuela Nacional de Ciencias Biológicas.
A partir de 1965 fue también maestro en la Universidad Nacional Autónoma de México como titular de la cátedra de biología en la Facultad de Ciencias. Fue director-fundador del Museo de Historia Natural de la Ciudad de México. También impartió cursos de sus especialidades en los Estados Unidos de América - en la Universidad de Texas y en la de Maryland -, en Francia, en Alemania y en Perú.
Perteneció a la Sociedad Mexicana de Historia Natural, de la que fue presidente en 1964 - 1965. Fue miembro fundador del Consejo Nacional para la Enseñanza de la Biología de México. También perteneció a la Sociedad Botánica de México, a la Academia de Investigación Científica y al Colegio de Biólogos de su país.

## Obra publicada
- Uniformidad y diversidad del mundo vivo UNAM, 1970
- El panorama de la biología en México, 1974
- Nomenclatura etnobotánica maya, 1979
- Taxonomía maya, 1980

## Distinciones
- Fue declarado Hijo predilecto de la ciudad de Mérida, por el Ayuntamiento de la Ciudad.
- Fue declarado Yucateco distinguido por la Universidad Autónoma de Yucatán.